# Carigara
Carigara è una municipalità di terza classe delle Filippine, situata nella Provincia di Leyte, nella Regione di Visayas Orientale.
Carigara è formata da 49 baranggay:
- Bagong Lipunan
- Balilit
- Barayong
- Barugohay Central
- Barugohay Norte
- Barugohay Sur
- Baybay (Pob.)
- Binibihan
- Bislig
- Caghalo
- Camansi
- Canal
- Candigahub
- Canfabi
- Canlampay
- Cogon
- Cutay

- East Visoria
- Guindapunan East
- Guindapunan West
- Hiluctogan
- Jugaban (Pob.)
- Libo
- Lower Hiraan
- Lower Sogod
- Macalpi
- Manloy
- Nauguisan
- Paglaum
- Pangna
- Parag-um
- Parina
- Piloro

- Ponong (Pob.)
- Rizal (Tagak East)
- Sagkahan
- San Isidro
- San Juan
- San Mateo (Pob.)
- Santa Fe
- Sawang (Pob.)
- Tagak
- Tangnan
- Tigbao
- Tinaguban
- Upper Hiraan
- Upper Sogod
- Uyawan
- West Visoria